# Drosophila neoguaramunu
Drosophila neoguaramunu är en tvåvingeart som beskrevs av Frydenberg 1956. Drosophila neoguaramunu ingår i släktet Drosophila och familjen daggflugor.
Artens utbredningsområde är Peru.